# ارنست فون شوخ
ارنْسْت فون شوخ (به آلمانی: Ernst von Schuch) (زادهٔ ۲۳ نوامبر ۱۸۴۶ - درگذشتهٔ ۱۰ مهٔ ۱۹۱۴) موسیقی‌دان و رهبر ارکستر اهل اتریش بود. همکاری او با ریشارد اشتراوس، آهنگساز نامدار آلمانی، و نیز رهبریِ چندین اثرِ او، در به شهرت رسیدنش تأثیر بسیار داشت.